# يوجا
اليوجا أو اليوغا (بالهندية:योग) هي مجموعة من الطقوس الروحية القديمة أصلها الهند، كمصطلح عام في الهندوسية، «جافين فلود» يعرف اليوجا بأنها تشير إلى «طريقة فنية أو ضوابط محددة من التصوف والزهد والتأمل، مما يرمي إلى خبرة روحية وفهم عميق جدا أو بصيرة في الخبرات». خارج الهند، أصبحت اليوجا مرتبطة بالممارسة في وضعية من التمارين «هاثا يوجا»، كما أنها أثرت بشكل كامل في عائلات تدين بالبراهمانية وممارسات أخرى روحية حول العالم.
كما هي الحال في معظم النظم الفكرية الآسيوية الشرقية، لا يشترط بممارس اليوجا أن يتبع ديانة محددة أو أن يتخلى عن عقيدة ما.في الأدبيات البوذية، يستخدم مصطلح «التأمل» بدلا من مصطلح «يوجا»، إلا أن الغرب والعرب تعودوا على مصطلح «يوجا» بحيث أصبح من الصعب إدخال مصطلح آخر بنفس المعنى.
نصوص الهندوسية تناقش عديد من جوانب اليوجا بما فيها الأوبانيشاد والبهجافاد جيتا भगवद्‌ गीता (أغنية الإله)، وجوانب أخرى عدة.
الفروع الرئيسية من اليوجا تتضمن: هاثا يوجا، وكارما يوجا، وجانا يوجا، وراجا يوجا، راجا يوجا تعرف ببساطة في سياق الفلسفة الهندوسية باليوجا، هي واحدة من ستة مدارس أرثوذكسية حيث أنها أسست بواسطة يوجا ساتراس من باتانجالي.

## تعريفها
هي مجموعة من الممارسات أو التخصصات الجسدية والعقلية والروحية التي نشأت في الهند القديمة. اليوغا هي واحدة من ست مدارس أرثوذكسية من الفلسفة الهندوسية. هناك مجموعة واسعة من مدارس اليوغا وممارساتها وأهدافها في الهندوسية والبوذية والجاينية.

## تاريخها
وقد تم التكهن بأصول اليوغا لتعود إلى التقاليد الهندية قبل الفيدية. تم ذكره في ريجفيدا، ولكن على الأرجح تطورت في جميع أنحاء القرنين السادس والخامس قبل الميلاد،  في حركات الهند الزنجية والحرارية القديمة. التسلسل الزمني لأقدم النصوص التي تصف ممارسات اليوغا غير واضح، ينسب إلى الأوبنشاد. اليوجا سوترا من باتانجاليدات من النصف الأول من الألفية الأولى م، ولكن اكتسبت شهرة فقط في الغرب في القرن العشرين. ظهرت نصوص هاثا يوغا في القرن الحادي عشر مع أصول التانترا.
ساهم المعلمون من الهند فيما بعد بإيصال اليوجا إلى الغرب، وذلك بعد نجاح سوامي فيفيكاناندا في أواخر القرن التاسع عشر وأوائل القرن العشرين. في الثمانينيات، أصبحت اليوغا شائعة كنظام من التمارين الرياضية للعالم الغربي. لكن اليوغا في التقاليد الهندية أكثر من ممارسة الرياضة البدنية؛ لديها جوهر تأملي وروحي. واحدة من المدارس الأرثوذكسية الرئيسية الست في الهندوسية تدعى أيضا يوجا، التي لديها نظرية المعرفة والميتافيزيقا الخاصة بها، وترتبط ارتباطا وثيقا بفلسفة سامخيا الهندوسية.
حاولت العديد من الدراسات تحديد فعالية اليوغا كتدخل تكميلي للسرطان، والفصام، والربو، وأمراض القلب. كانت نتائج هذه الدراسات مختلطة وغير حاسمة. في 1 ديسمبر 2016، تم إدراج اليوغا في قائمة اليونسكو باعتبارها تراثًا ثقافيًا غير ملموس.

## حكم اليوغا في الإسلام
لا يجوز ممارسة اليوغا في الإسلام لعدة أمور، قال الشيخ د. فارس علوان: من أسباب تحريم اليوغا:
- كون اليوغا تمس عقيدة التوحيد وتشرك مع الله سبحانه وتعالى معبوداً آخر سواه لما فيها من سجود للشمس في بعض التمارين وترديد أسمائها.
- لأن فيها تقليداً للوثنيين ومشابهة لهم، قال رسول الله: (مَن تشبَّه بقومٍ فهو منهم) رواه أبو داوود (4031).
- لأن بعض تمارينها خاطئة ومضرة وتؤدِّي إلى عواقب ومخاطر صحية.
- لأن فيها إضاعة للوقت بما لا يَرجع على صاحبه إلا بالأذى والثبور في الحياة الدنيا والقنوط في الحياة الآخرة، قال رسول الله: (لا تزول قدما عبد يوم القيامة حتى يسأل عن أربع: عن عمره فيم أفناه، وعن علمه ما فعل فيه، وعن ماله من أين اكتسبه وفيم أنفقه، وعن جسمه فيم أبلاه) صححه الألباني (2417).
- لأنها دعوة فاضحة إلى التشبه بالحيوانات ونكس عن الإنسانية مثل تبنِّي العري، والاعتماد على الأطراف الأربعة في أغلب تمارين «سوريا ناماسكار» والوقفة الخاصة في التمرينين الثالث والثامن.
- لأن كثيراً ممن حاولوا ممارسة المسماة «اليوغا العلمية» أو «الطب السلوكي» -وهو نوع خاص من اليوغا- تَرَدُّوا في هوّة المخدرات وغطسوا في مستنقع الإدمان وقد ثبت عقم هذه الطريقة العلاجية وعدم جدواها.
- لأنها قائمة على الكذب والتدجيل وقد اعتمد مروِّجوها الغش وقلب الحقائق في أثناء نشرها والدعاية لها وذلك لجذب أنظار أكبر عدد من البسطاء وجرف كثير من ضعاف الإيمان.
- كون أكثر الوصايا التي يوصي بها مدربو ودعاة اليوغا وصايا ضارة ومؤذية للإنسان، ومنها:

أ. العري: وما يسببه من أمراض بدنية ونفسية وجنسية وحضارية.
ب. تركيز النظر إلى قرص الشمس وقد مرّت أخطاره الشديدة على العين.

## الأبعاد الفكرية والعملية
1. البعد الفكري: يتمثل بالإيمان بأن التحرر الروحي يحصل حين تتحرر النفس من ارتباطها بالمادة الذي نتج عن الوهم. والناحية الفكرية مرنة جدا وتستدعي المناقشة والتحليل والنقد والتفكير والتطوير بكل حرية وبدون قيود. أي أنها ليست مجموعة عقائد جامدة ولا تشترط الإيمان المطلق، بل تحذر منه.
2. البعد العملي: يتمثل بالتمارين البدنية وتمارين التحكم بالتنفس وممارسات أخرى مثل الفنون الجميلة والفنون القتالية (ولها تطبيقات في المجالات الحديثة مثل الأعمال والصناعة والتجارة والتكنولوجيا). والجانب العملي يتدرج خطوة خطوة حسب قابلية الفرد في محاولة الوصول به إلى مرحلة الكمال في مجاله، وهنا يخير التلميذ بين أن يطيع معلمه إلى أقصى حد، أو أن يترك الممارسة أو أن يجد له معلماً آخر. ولا ينصح بتعلم اليوغا العملية إلا من خلال معلم متمرس، إن وجد، وإذا لم يوجد معلم يمكن للمرء أن يحاول وحده أو من خلال القراءة أو متابعة الأفلام أو الصور التعليمية. ويتحدد مضمون اليوجا في ثلاثة محاور: الطاقة الجسدية، الطاقة النفسية، الطاقة العقلية. فعند ممارسة التمارين فهى تعتمد على العمود الفقري وباقي عضلات الجسم، ومن المعروف أن خلايا المناعة تتوالد في نخاع العظام ثم يحملها الدم إلى غدة تحت عظام الصدر، وفي هذه الغدة يتم تحويل وتقوية الخلايا المناعية، وهي خط الدفاع الأول في الجسم. وهذا الجهاز مبرمج طبيعيًا لتعرف على كل الفيروسات والميكروبات والجراثيم ويدمرها. ويمكننا بالتمارين البدنية والعقلية تنشيط هذا الجهاز ليقاوم معظم الأمراض مثل الروماتيزم والسكري والسرطان.[3]

## أطراف اليوجا الثمانية
قال الحكيم باتانجالي الفيلسوف ومؤسس رياضة اليوجا إن هناك ثمانية أطراف للراجا يوجا التي تشكل سلسلة من الخطوات لتنقية الجسم والعقل في رحلته تجاه الاستنارة. وهذه الخطوات هي كما يلي:
الياما: سلسلة مكونة من خمس قواعد أخلاقية تحث على الصدق وعدم العنف وعدم السرقة وعدم الأنانية والاعتدال في كل الأمور. ويقال أنها تشبه في محتواها الوصايا العشر عند المسيحيين.
النياما: وهي مجموعة من خمس خصال يجب السعي إليه واكتسابها وهي النقاء والقناعة والاعتراف بالوجود الإلهي ودراسة النصوص الدينية.
الأسانات: هذه هي الأوضاع والحركات التي يقوم بها الجسم، والمصممة لمد وتقوية الجسم والحفاظ على أقصى قدرة ومرونة له.
البراناياما: تلك هي الخطوة التالية على طريق التطور وهي دراسة واستخدام التنفس لمساعدة العقل والجسم.
البراتياهارا: هي بداية الدراسة لاكتساب السيطرة على العقل وليصبح المرء مدركا لحساسية العقل الفائقة لجميع ما حوله.
الدارانا: هي الخطوة الأولى نحو تركيز العقل والبدء في توجيهه نحو مناطق معينة بحسب الإرادة.
الديانا: تلك مرحلة تالية من مراحل السيطرة على العقل مع بذل الجهد لتوسيع الوعي وزيادة حساسية العقل.
الصامادي: تلك هي الذروة النهائية للسيطرة على العقل والجسم والروح أي الحالة التي يكون الإنسان فيها متوحدا مع قوة عليا خارج ذاته أو بعبارة أخرى حالة النعيم الفائق ويتجسد هذا أثناء الجلوس التأملي
ولكن الطريقة المستخدمة في الغرب والدول العربية هي عن طريق استخدام الطرف الثالث «الأسانا» والطرف الرابع «البراناياما».

## أصل الكلمة
المصطلح السنسكريتي (اللغة الهندية القديمة) يوجا يحمل عدة معاني:
- اصل كلمة اليج مشتقة من جذورها السنسكريتية أي «وصل، ربط».[4]
- مصطلح عام يتضمن «الانضمام» أو «التوحد» ومصطلحات مشابهة كالوحدة والترابط.
- مفهوم تعريفي اخر هو «المزاج، السلوك، الوسيلة».

يوجا هي كلمة سنسكريتية योग معناها الحرفي «التوحيد»، وهي مشتقة من نفس جذر الرقم واحد باللغة الكردية «يه ك».
يوجا هو اسم عام يطلق على أي نظام عقلي - بدني متكامل يعزز التجربة الروحية ويؤدي إلى اتحاد روح الفرد بالروح الكونية.

## اليوجا في التاريخ
عجل البحر باشوباتي

عجل البحر من الوادي ال هندوسي

تم اكتشاف عجل بحري أثناء التنقيب الأثري في الموقع الأثري موهينجو-دارو، بالوادي الهندي، لفت الانتباه كاحتمال أنها تمثل شكل اليوجي أو البروتو شيفا، عجل البحر الباشوباتي «إله الحيوانات باللغة السنكريتية» هذا، يمثل وضعية جلوس ومحاط بالحيوانات.
بعض الباحثين وصفوا الشكل بأنه وضعية تقاطع الأرجل التقليدية في اليوجا ويده تستلقي علي ركبتيه، مكتشف عجل البحر، السيد «جون مارشال» وآخرون أدعوا أن هذا الشكل هو النموذج الأصلي ل شيفا «الإله الأعلى في الهندوسية»، ووصفوا الشكل بانه: لديه ثلاثة وجوه، وجالس في «وضعية يوجا» حيث الركبتان خارجتين والأقدام ملتحمة.
هذا الأدعاء لم يلق قبولاً لدي بعض الهيئات العلمية والكليات الحديثة، «جافين فلود» شخص هذا المنظر بأنه «تخميني ويحتاج للتأمل»، حيث يقول أنه ليس من الواضح من الشكل أن لدى عجل البحر ثلاثة وجوه، أو جالس في وضعية يوجا، أو حتى أن الشكل يمثل إنساناً، ومع ذلك محتمل أن هناك عديد من الإيقونات لشيفا بهذا الشكل، كأشكال لنصف القمر تشبه قرون الثور.

## أهداف اليوجا

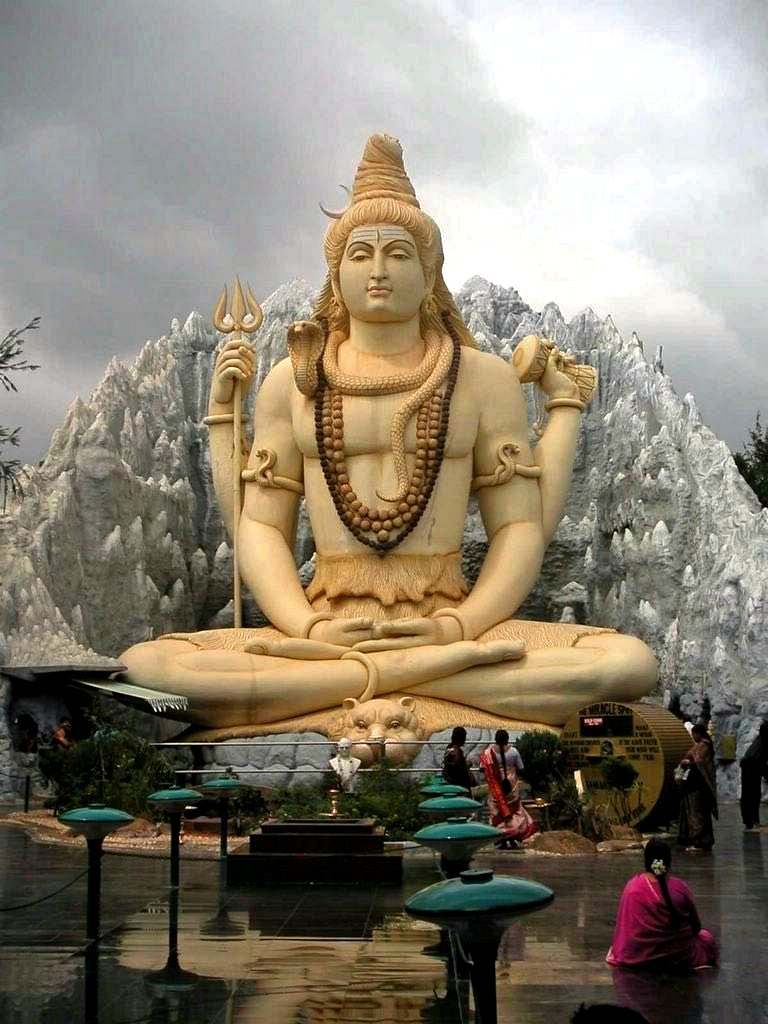
تمثال شيفا في وضع يوجا تأملي